# Jean Nicolas Voyaux
L'abbé Jean Nicolas Voyaux (ou Voyaux-Defranoux, Voyaux de Franoux ou Voyaux de Franous), né le 4 janvier 1760 à Tendon et mort le 16 novembre 1840 à Londres, est un ecclésiastique français. Chanoine à l'église Sainte-Marie de Chelsea à Londres, il crée et finance à Tendon l'hospice et l'école de filles de la commune.

## Généalogie
Jean Nicolas Voyaux voit le jour le vendredi 4 janvier 1760 à Tendon, dans le duché de Lorraine. Il est le fils légitime de Jean Joseph Voyaux, greffier au ban Saint-Joseph de Tendon, et de Catherine Defranoux.
Il est baptisé à Tendon le 5 janvier 1760 par l'officiant religieux Georges Joseph Vointre. Il a comme parrain son grand-père Jean Nicolas Voyaux et comme marraine Catherine Dieudonné.
Son père Jean Joseph meurt le 30 mai 1761 et sa mère Catherine le 19 novembre 1816. Jean-Nicolas ajoute à son nom celui de « Defranoux » en mémoire de sa mère.
Jean Nicolas Voyaux meurt le lundi 16 novembre 1840, à l'âge de 80 ans, à Londres. Selon l'inscription sur sa pierre tombale à Sainte-Marie de Chelsea, à Soho, il serait mort à l'âge de « près de 82 ans » .

## Biographie

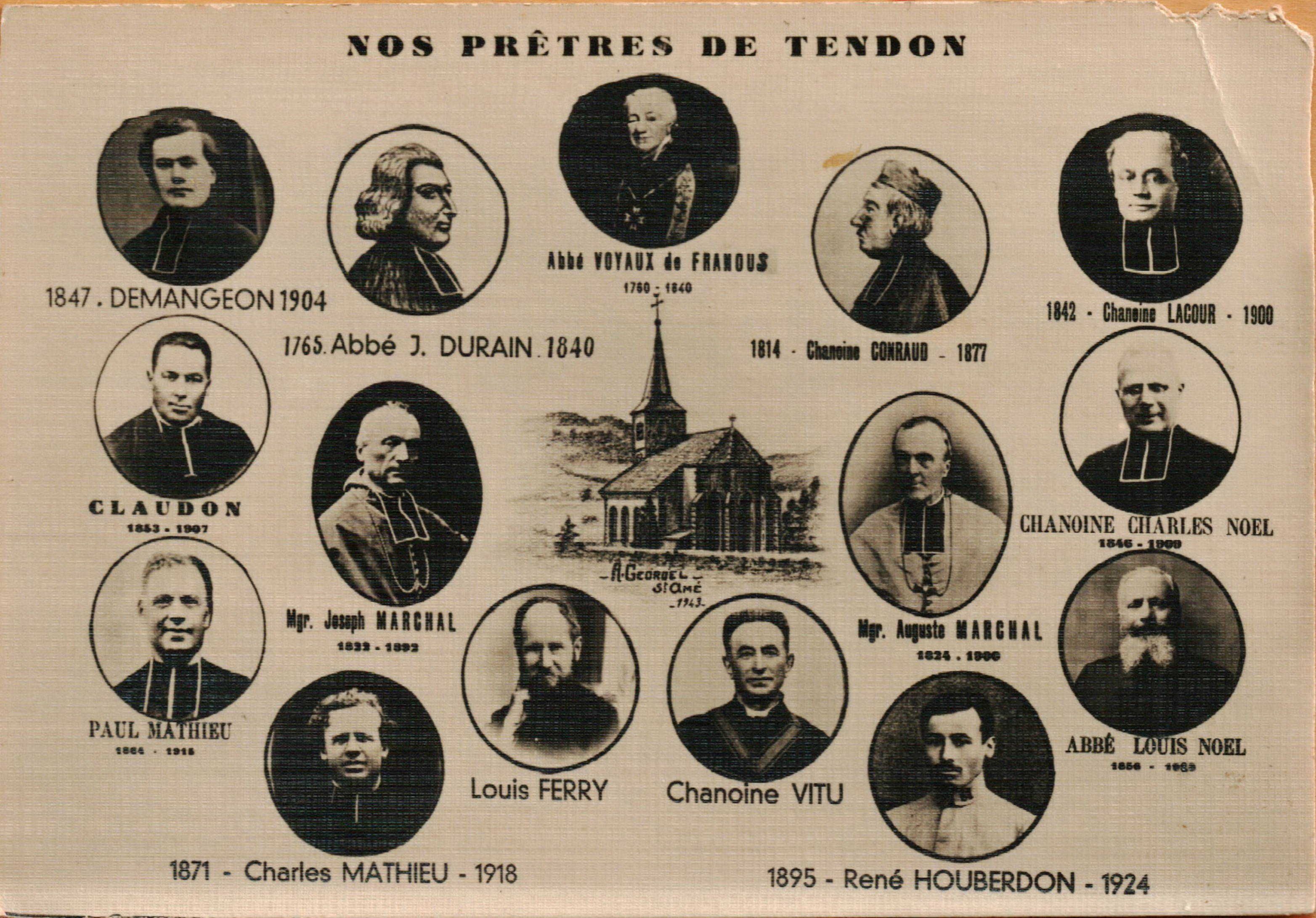
Affiche : Nos prêtres de Tendon

Jean Nicolas Voyaux est élève au collège de Saint-Claude à Toul, puis étudie la philosophie et la théologie au séminaire de Saint-Dié. Il est envoyé par Barthélemy-Louis-Martin Chaumont, premier évêque de Saint-Dié, poursuivre ses études à la Sorbonne à Paris et devient docteur en théologie.
Il est nommé prêtre ; il devient procureur du séminaire des Trente-trois à Paris en 1790. Pendant la Révolution française, il émigre en 1792 en Angleterre ; il est nommé vicaire apostolique et fonde l'église Sainte-Marie de Chelsea dans le quartier de Soho à Londres.
Sous la Restauration, Louis XVIII le nomme aumônier de l'ambassade de France à Londres et chanoine honoraire du chapitre royal de Saint-Denis, fondé par l'ordonnance du 23 décembre 1815.

## Ses actions

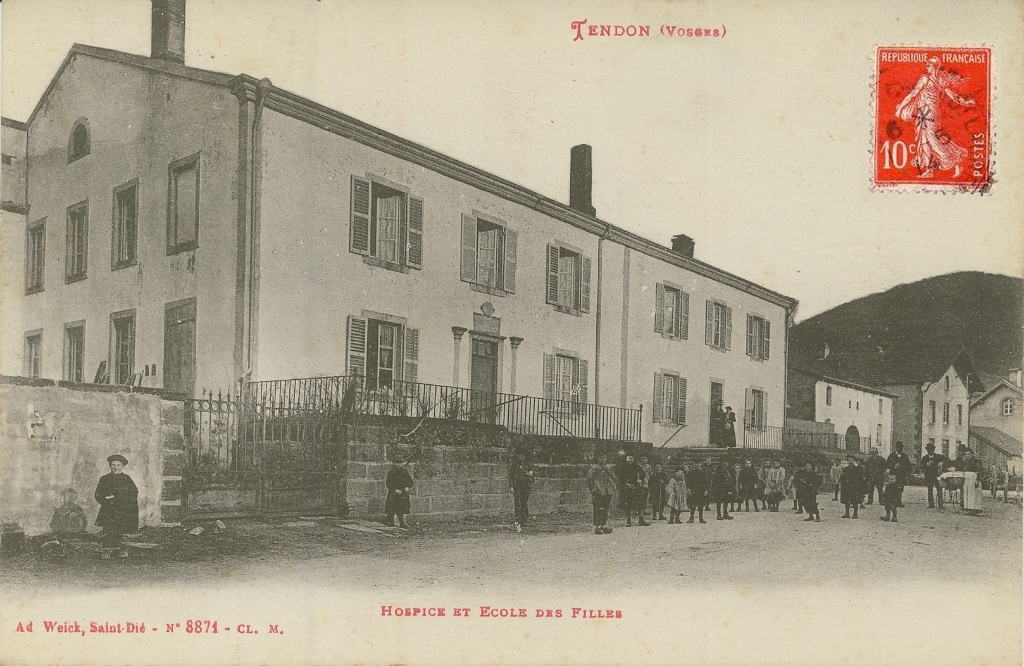
Bâtiment accueillant l'hospice et l'école des filles. On voit les élèves devant la bâtisse et les adultes en plan de fond.

L’hospice de Tendon est créé par l’ordonnance royale du 21 juin 1836 autorisant sa fondation par Jean Nicolas Voyaux. Il a pour vocation d’accueillir des indigents malades ou infirmes, mais ne prend pas en charge, conformément à son règlement, les malades incurables, contagieux ou militaires. Géré par trois sœurs de la Providence de Portieux, l’établissement comprend, outre les chambres, une pharmacie, une école de filles et une exploitation agricole.

## Hommage
Son portrait, dans lequel il arbore la décoration de l'Ordre du Saint-Esprit au cordon bleu, trône à l'intérieur de la salle du conseil municipal de Tendon.